# Wasa-Wings-Flug 701
Der Wasa-Wings-Flug 701 (Flugnummer: WW701) war ein Inlandslinienflug der Wasa Wings von Helsinki nach Ilmajoki. Am 14. November 1988 ereignete sich auf diesem Flug ein schwerer Flugunfall, als eine Embraer EMB-110P1 Bandeirante kurz vor der Landung auf dem Zielflughafen in ein Waldstück geflogen wurde. Bei dem Unfall kamen 6 von 12 Personen an Bord ums Leben.

## Maschine
Das betroffene Flugzeug war eine 1979 gebaute Embraer EMB-110P1 Bandeirante mit der Werknummer 110226. Das zweimotorige Regionalverkehrsflugzeug war mit 2 Turboproptriebwerken des Typs Pratt & Whitney Canada PT6A-34 ausgestattet und für 18 Passagiere zugelassen. Die Maschine wurde 1979 zunächst mit dem Luftfahrzeugkennzeichen PT-GMS auf den Hersteller Embraer zugelassen. Im September 1979 wurde die Maschine an die finnische Karair übergeben und mit dem neuen Luftfahrzeugkennzeichen OH-EBA zugelassen. Ab Oktober 1979 war die Maschine an die Finnaviation verleast, ab Oktober 1988 an die Wasa Wings. Bis zum Zeitpunkt des Unfalls hatte die Maschine eine Gesamtbetriebsleistung von 8.542 Betriebsstunden absolviert.

## Passagiere und Besatzung
Es befand sich eine zweiköpfige Besatzung an Bord, bestehend aus einem Flugkapitän und einem Ersten Offizier:
- Der 55-jährige, 1933 geborene Flugkapitän Aulis Antti Selovuo war ein ehemaliger Offizier der Finnischen Luftstreitkräfte, der 1978 zum kommerziellen Piloten fortgebildet wurde. Er verfügte über Musterberechtigungen für eine Vielzahl von Flugzeugtypen, für die de Havilland Canada DHC-2 seit dem 21. März 1962, für die Cessna 336 Skymaster seit dem 29. April 1964, für die Beechcraft Model 95 seit dem 19. Januar 1971, für die Cessna 402 seit dem 13. Juni 1972, für die Cessna 404 seit dem 1. Oktober 1975, für die Aero Commander 500 seit dem 11. April 1975, für die Piper PA-31 seit dem 1. Oktober 1975, für die Piper PA-23 seit dem 13. September 1985, für die Beechcraft Model 99 seit dem 5. Juni 1986, für die Cessna 421 seit dem 18. Juli 1988 und für die Embraer EMB 110 seit dem 11. März 1988. Er verfügte über 11.191 Stunden Flugerfahrung, die er auf 13.766 Flügen erworben hatte. Von diesen Flügen hatte er 306 Flüge im Cockpit der Embraer EMB 110 absolviert und dabei 284 Stunden und 29 Minuten Flugzeit abgeleistet.
- Der 36-jährige, 1952 geborene Erste Offizier Seppo Juhani Hepo-Oja hatte zunächst am 1. September 1987 Musterberechtigungen für die Flugzeugtypen Cessna 401 und Cessna 402 erworben. Seine Ausbildung auf der Embraer EMB110 hatte er am 11. März 1988 abgeschlossen, auf der Beechcraft King Air B200 am 21. März 1988. Er verfügte über 663 Stunden Flugerfahrung, welche er auf 1.012 Flügen gesammelt hatte. Mit der Embraer EMB 110 hatte er auf 188 Flügen 176 Stunden und 55 Minuten Flugerfahrung gesammelt.
- Den Flug von Helsinki nach Seinäjoki hatten zehn Passagiere angetreten. Auf dem Regionalflug waren keine Flugbegleiter vorgesehen.

## Unfallhergang
Der Start der Maschine vom Flughafen Helsinki-Vantaa um 6:20 Uhr sowie der Flug verliefen bis zum nächtlichen Anflug auf den Flughafen Seinäjöki ohne besondere Vorkommnisse. Die Piloten hatten eine Landefreigabe für Landebahn 32 erhalten. Der Anflug musste bei schwierigen Sichtverhältnissen als Nicht-Präzisionsanflugverfahren (Non-precision approach) durchgeführt werden – die Sichtweite betrug zu diesem Zeitpunkt 1.200 Meter, die vertikale Sichtweite lag bei 300 Metern. Im Endanflug bemerkten die Piloten nicht, dass sie den Anflug mit der Maschine zu niedrig ausführten. Die Embraer streifte Baumspitzen und stürzte um 7:14 Uhr Ortszeit rund 800 Meter südlich vor der Landebahnschwelle in ein Waldstück. Die Maschine wurde völlig zerstört, es kam jedoch zu keinem Brand. Die beiden Piloten sowie vier Passagiere wurden getötet, sechs weitere Passagiere überlebten.

## Ursache
Als unmittelbare Unfallursache wurde die Fortsetzung des NDB-Anfluges unter schwierigen Sichtbedingungen ermittelt. Die Piloten hätten die Maschine unter die Sicherheitsflughöhe absinken lassen, ohne zuvor Sichtkontakt mit der Landebahnbefeuerung aufgenommen zu haben. Als beitragender Faktor wurde die mangelhafte Sicherheitskultur des Unternehmens angegeben. Es habe ein Leistungsdruck in dem Unternehmen geherrscht, welcher im vorliegenden Fall durch die Persönlichkeitsstruktur des Flugkapitäns potenziert worden sei.